# Gotthelf Bergsträßer

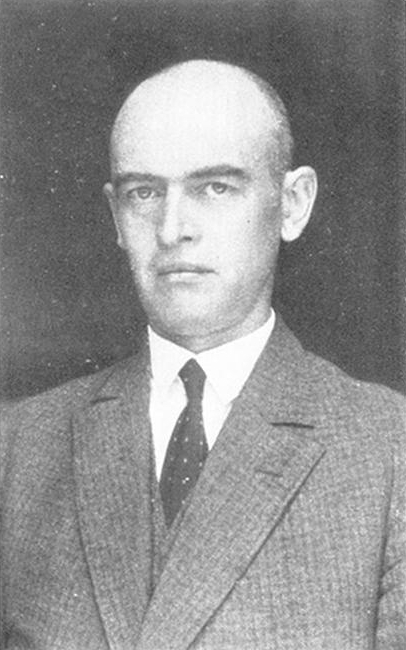
Gotthelf Bergsträßer

Gotthelf Bergsträßer (* 5. April 1886 in Oberlosa; † 16. August 1933 bei Berchtesgaden) war ein deutscher Semitist und Arabist. Er war einer der bedeutendsten Orientalisten des 20. Jahrhunderts.

## Leben
Gotthelf Bergsträßer wurde 1886 in einem evangelischen Pfarrhaus als Sohn eines Pfarrers geboren. Er studierte Philosophie, Sprachwissenschaft und klassische und semitische Philologie in Leipzig. Er war zuerst Lehrer für klassische Sprachen, bevor er sich der Orientalistik zuwandte. 1912 wurde er Privatdozent für semitische Sprachen an der Universität Leipzig. Ende 1915 wurde er ordentlicher Professor am Dârülfünûn in Konstantinopel. Von 1914 bis 1918 studierte er die arabischen und aramäischen Dialekte Syriens und Palästinas. 1919 wurde er außerordentlicher Professor in Berlin und im selben Jahr ordentlicher Professor in Königsberg. Im Jahre 1922 wechselte er nach Breslau, 1923 nach Heidelberg und 1926 nach München, wo er Ordinarius für semitische Philologie und Islamwissenschaft an der Universität München wurde. 1925 wurde er außerordentliches und 1926 auswärtiges Mitglied der Heidelberger Akademie der Wissenschaften. Seit 1929 war er ordentliches Mitglied der Bayerischen Akademie der Wissenschaften.
Bergsträßer kam 1933 bei einer Bergtour am Watzmann ums Leben.

## Werk
Viele seiner Schriften sind bis heute für die Islamwissenschaft und die Semitistik relevant. Vor allem die Einführung in die Semitischen Sprachen ist bis heute ein international gelesenes Standardwerk. Von herausragender Bedeutung für die Althebraistik versprach seine Hebräische Grammatik zu werden, die als völlige Neukonzeption der in der 28. Auflage von 1909 zuletzt von Emil Kautzsch bearbeiteten Hebräischen Grammatik von Wilhelm Gesenius geplant war, aber Fragment blieb: Von den geplanten vier Bänden (Bergsträßer selbst sprach bescheiden nur von „Heften“) sind nur die ersten beiden Teile erschienen (1918 Schrift- und Lautlehre, 1929 Verbum). Sie werden zusammen mit der Gesenius-Kautzsch-Grammatik von 1909 als Konvolut bis heute immer wieder nachgedruckt.
Auf Einladung der Universität Kairo hielt er 1931/32 an der Philosophischen Fakultät eine Vortragsreihe über philologische Fragen arabischer Quellen, an der auch der damals berühmte Literat Taha Hussein teilnahm. Die Vorträge sind unter dem Titel Uṣūl naqd an-nuṣūs wa-našr al-kitāb (Grundlagen der Textkritik und Werkpublikation) in Kairo publiziert worden (herausgegeben von Muḥammad Ḥamdī al-Bakrī, 2. Auflage. Kairo 1995).

## Nachlass
Ein Archiv von Fotos alter Koranmanuskripte für seinen geplanten Apparatus Criticus zum Koran wurde zunächst von Otto Pretzl weiterbearbeitet, aber dieser starb 1941 bei einem Flugzeugabsturz. Das Archiv erbte Anton Spitaler. Er behauptete später, das Archiv sei bei jenem Bombenangriff auf München 1944, durch den das Gebäude der Bayerischen Akademie der Wissenschaften völlig zerstört wurde, verbrannt. Das traf jedoch nicht zu, vielmehr waren die Fotos bis zu Beginn der 1990er Jahre in Spitalers Besitz. Seitdem befindet sich die Sammlung in der Obhut von Angelika Neuwirth an der Freien Universität Berlin, wo es im Rahmen des Projekts Corpus Coranicum digitalisiert und ausgewertet wird.

## Veröffentlichungen
- Die Negationen im Kur'an. 1911 (Digitalisat)
- Ḥunain ibn Isḥāq und seine Schule. Sprach- und literaturgeschichtliche Untersuchungen zu den arabischen Hippokrates- und Galen-Übersetzungen. Leiden 1913.
- Verneinungs- und Fragepartikeln und Verwandtes im Ḳurʾān. Leipzig 1914; Neudruck 1968.
- Sprachatlas von Syrien und Palästina. 1915
- Neuaramäische Märchen und andere Texte aus Malula. Verschriftungen mit deutscher Übersetzung. 1915 (Digitalisat)
- Hebräische Grammatik. Mit Benutzung der von E. Kautzsch bearbeiteten 28. Auflage von Wilhelm Gesenius’ hebräischer Grammatik, verfasst von G. Bergsträßer, mit Beitragen von M. Lidzbarski, Vogel, Leipzig 1918. (Digitalisat)()
- Neue meteorologische Fragmente des Theophrast. Arabisch und deutsch. 1918/9
- Hebräische Lesestücke aus dem Alten Testament. Vogel, Leipzig 1920 (Digitalisat)
- Zum arabischen Dialekt von Damaskus. Phonetik und Prosatexte. 1924
- als Hrsg. und Übers.: Ḥunain ibn Isḥāq, Über die syrischen und arabischen Galen-Übersetzungen.  Leipzig 1925 (= Abhandlungen für die Kunde des Morgenlandes. Band XVII, 2). (Digitalisat).
- Neue Materialien zu Ḥunain ibn Isḥāq’s Galenbibliographie. Leipzig 1932 (= Abhandlungen für die Kunde des Morgenlandes. Band XIX, 2).
- Einführung in die semitischen Sprachen. Sprachproben und Grammatische Skizzen. 1. A. 1928, 2. 1963, 3. A. 1977 ISBN 3-19-005024-4.
  - Übers. von Peter T. Daniels: Introduction to the Semitic Languages, Eisenbrauns 1983.
- Plan eines Apparatus Criticus zum Koran. München 1930.
- Die Geschichte des Qorāntexts zusammen mit Otto Pretzl in Theodor Nöldeke, Geschichte des Qorāns. [Teil 3]. Leipzig 1938; Neudruck 1961.
- Nichtkanonische Koranlesarten im Muhtasab des ibn Ginni. München 1933.
- Phonogramme im neuaramäischen Dialekt von Malula. München 1933.
- Grundzüge des islamischen Rechts. Bearbeitet und hrsg. von Joseph Schacht. Gruyter, Berlin 1935.
- Siehe, wir verliehen dir einen klaren Erfolg. Beiträge zu Qur'ân und Orientalistik (1911–1933). Herausgegeben von Michael Fisch. Weidler, Berlin 2021. (Beiträge zur transkulturellen Wissenschaft. Band 15.) ISBN 978-3-89693-759-9